# 舊多羅吉
舊多羅吉（羅馬化：Staryja Darohi，羅馬化：Staryye Dorogi）是白俄羅斯明斯克州舊多羅吉區內的城市。首次紀錄於1524年。